# Thaman Gurung
Thaman Gurung född den 2 oktober 1924, stupad i strid den 20 november 1944, var en fältjägare vid 5th Royal Gurkha Rifles, Brittisk-indiska armén. Han belönades postumt med Viktoriakorset när han i Italien fyra gånger ensam anföll en fientlig ställning vilket tillät hans pluton att dra sig ur ett svårt läge, varvid han stupade.